# Taranaki
Taranaki är en nyzeeländsk region på den västra kusten av Nordön. Regionen har fått sitt namn efter det för regionen geografiskt utmärkande berget Mount Taranaki. Från Taranaki kom sångaren Jay Epae som i Sverige hade en hit med låten Putti Putti. 

## Demografi
| Befolkningsutvecklingen i Taranaki 1991–2018 | Befolkningsutvecklingen i Taranaki 1991–2018 | Befolkningsutvecklingen i Taranaki 1991–2018 | Befolkningsutvecklingen i Taranaki 1991–2018 | Befolkningsutvecklingen i Taranaki 1991–2018 |
| -------------------------------------------- | -------------------------------------------- | -------------------------------------------- | -------------------------------------------- | -------------------------------------------- |
|                                              |                                              |                                              |                                              |                                              |
| År                                           |                                              |                                              | Folkmängd                                    |                                              |
| 1991                                         | 1991                                         |                                              | 107 124                                      |                                              |
| 1996                                         | 1996                                         |                                              | 106 590                                      |                                              |
| 2001                                         | 2001                                         |                                              | 102 858                                      |                                              |
| 2006                                         | 2006                                         |                                              | 104 127                                      |                                              |
| 2013                                         | 2013                                         |                                              | 109 608                                      |                                              |
| 2018                                         | 2018                                         |                                              | 117 561                                      |                                              |
|                                              |                                              |                                              |                                              |                                              |